# 張麗善
張麗善（1964年1月1日—），中華民國政治人物，中國國民黨籍，現任雲林縣縣長，雲林張派成員。生於雲林縣土庫鎮，曾任護理人員、第六、九屆立法委員與中國國民黨立法院黨團副書記長。

## 個人背景

### 早年生涯
1964年1月1日生於臺灣省雲林縣土庫鎮馬光厝，先後畢業於雲林縣土庫鎮馬光國民小學、雲林縣立土庫國民中學。父親張清雄繼承張麗善祖父的工作，從事殯葬，母親張黃樊卿。張麗善排行家中老三，哥哥張榮味，曾任雲林縣長、議長、議員，為雲林張派領袖。姊姊張麗娟，下有兩個弟弟張啟庭、張啟盟，姪女張嘉郡為現任立法委員，姪兒張鎔麒曾參選第九屆立法委員。
張麗善原本就讀商校，後改學習護理，自1983年起歷任林口長庚、台中中山、彰化秀傳醫院、北港媽祖等醫院之護理人員。1989年與丈夫張永成結婚，創業成立雲林縣第一間「視力保健中心」，後轉戰政壇。

### 從政
張麗善於2004年立法委員選舉首次參選即當選，並加入無黨團結聯盟立法院黨團。在2009年雲林縣長選舉中獲中國國民黨提名，但在選舉前68天宣布退選。2014年再次參選雲林縣長，以43%的得票率敗給前代理縣長李進勇；2015年4月，接任行政院雲嘉南區聯合服務中心執行長，於10月底辭職。2015年底，獲國民黨提名不分區立委第九名並當選；2018年再獲提名參選縣長，並於選前辭去立委，以近五萬票的差距擊敗尋求連任的李進勇。2022年擊敗時任立委劉建國。

### 宗教信仰
張麗善為台灣創價學會會員。

### 其它
她在出席絕大部份的公開場合時，上衣皆會別上一朵日頭花。該花飾為「雲林縣日頭花姊妹協會」的象徵，也表示對弱勢婦女與新住民女性的關懷。

## 爭議

### 支持湖山水庫復工
第六屆立法委員張麗善進入立法院後堅持雲林人要有一口乾淨的水喝，以及遏止地層下陷對雲林的危機，堅決主張湖山水庫應復工，湖山水庫完成蓄水後，每日總供水量高達43.2萬噸，並可調度支援彰化及嘉義兩地的用水，而每年可以為雲林減抽近5,000萬噸地下水。2006年保育團體擔心八色鳥棲息地遭破壞，進而反對湖山水庫建設。經濟部水利署中區資源局長田巧玲今天表示，政府規劃在雲林斗六丘陵興建湖山水庫，純粹著眼於民生用水，無意圖利財團，更不會影響保育類動物八色鳥的野生棲息。行政院農業委員會特有生物保育中心研究，全台共有兩千隻八色鳥，真正受影響的八色鳥不到三十隻。八色鳥是《亞洲鳥類保育紅皮書》所歸類的瀕臨絕種野鳥。

### 違法為學生施打HPV疫苗
2019年3月11日，雲林縣政府配合衛生福利部子宮頸癌預防計畫，舉行「雲林縣國一女學生9價HPV（人類乳突病毒）疫苗接種服務」記者會，縣長張麗善到斗六國中視察施打情況，並親自為一位女學生注射疫苗，然而她雖然有護理師執照，但沒有辦理執業登記，違反《護理人員法》第8條，衛生局表示將依法開罰，她道歉表示打針的行為並不恰當，會坦然接受處罰。

### 胞弟濫墾林地爭議
2021年8月，時任雲林縣立法委員蘇治芬揭發張麗善的胞弟張啟盟，在斗六市為開發咖啡園開挖3公頃林地，涉嫌違法濫墾及佔用國有地。蘇治芬指出開挖林地令山地被破壞殆盡，並出現水土流失的狀況，指責雲林縣政府僅輕罰了事，批評張麗善包庇違法行為。2022年1月，監察院監委就「雲林縣斗六市山坡地違規整坡等情」案前往雲林，實地履勘濫墾及占用國有地事宜。

### 臨時修改教學政策造成學生及家長不便爭議
2022年6月12日晚間七時許，張麗善臨時修改在同年6月8日公佈的恢復實體上課（全國最早宣布）為線上上課（全國最晚宣布），造成需要在6月12日晚間回宿舍的住宿生已返校卻被通知返家線上上課，也造成部分學生和家長的不滿。張麗善說明，是因為當日調查中小學家長約3萬人意見，有七成支持線上遠距。學生質疑，身為學習的主體，卻未獲詢問、重視，雲林縣政府顯係視兒童權利公約保障之兒童表意權為無物。

### 雲林國際偶戲節將表演者靜音爭議
2024年10月13日，雲林縣政府舉辦「雲林國際偶戲節」開幕音樂會，邀請網紅音樂表演者「嗩吶哥阿聖」進行開場演出，疑似因為張麗善致詞超時，主辦單位在表演進行中將對觀眾席之音響音量調小，導致表演者在台上尷尬演出。主辦單位及雲林縣政府事後以書面表示已與表演者充分溝通；嗩吶哥阿聖回應主辦單位是在演出前三分鐘才告知，而且他明確拒絕，主辦方的做法極不尊重表演者。

### 合照時推開爐主
2025年5月1日，白沙屯拱天宮舉行媽祖進香活動，在起駕登轎儀式時，張麗善疑似為了避免她與台中市長盧秀燕在合照中被擋住，逕自將站在前方的爐主推開，引發輿論批評。張麗善對此致歉，表示自己不知道身上背寫著「爐主」彩帶的對方是爐主。

## 選舉紀錄
| 年度 | 選舉屆數               | 選舉區                                 | 所屬政黨   | 得票數    | 得票率 | 當選標記 | 備註       |
| ---- | ---------------------- | -------------------------------------- | ---------- | --------- | ------ | -------- | ---------- |
| 2004 | 第六屆立法委員選舉     | 雲林縣立法委員選舉區                   | 無黨籍     | 51,436    | 14.70% |          | 全縣最高票 |
| 2014 | 第十七屆雲林縣縣長選舉 | 雲林縣                                 | 中國國民黨 | 175,862   | 43.02% |          |            |
| 2016 | 第九屆立法委員選舉     | 全國不分區及僑居國外國民立法委員選舉區 | 中國國民黨 | 3,280,949 | 26.91% |          |            |
| 2018 | 第十八屆雲林縣縣長選舉 | 雲林縣                                 | 中國國民黨 | 210,770   | 53.83% |          |            |
| 2022 | 第十九屆雲林縣縣長選舉 | 雲林縣                                 | 中國國民黨 | 207,519   | 56.57% |          |            |

## 委員會
第6屆第1、3～6會期：經濟委員會
第6屆第2會期：教育及文化委員會
第9屆第1～4會期：經濟委員會
第9屆第3、4會期：經費稽核委員會
第9屆第5會期：內政委員會

## 外部連結
- 張麗善 雲林ㄟ日頭花的Facebook專頁粉絲
- YouTube上的張麗善頻道

| 中華民國政府職務                   | 中華民國政府職務                                                     | 中華民國政府職務                   |
| ---------------------------------- | -------------------------------------------------------------------- | ---------------------------------- |
| 行政院                             |                                                                      |                                    |
| 前任： 詹朝立（代理） 正任：簡太郎 | 行政院雲嘉南區聯合服務中心執行長 第四任 2015年4月21日－2015年11月1日 | 繼任： 姜滄源（代理） 正任：許根尉 |
| 雲林縣政府                         |                                                                      |                                    |
| 前任： 李進勇                      | 雲林縣縣長 第十八、十九屆 2018年12月25日－                           | 現任                               |